# Capafonts
Capafonts – gmina w Hiszpanii, w prowincji Tarragona, w Katalonii, o powierzchni 13,4 km². W 2011 roku gmina liczyła 121 mieszkańców.